# Karl Weissenberg
Pour les articles homonymes, voir Weissenberg.
Karl Weissenberg (né le 11 juin 1893 à Vienne (Autriche) – mort le 6 avril 1976 à La Haye) est un physicien autrichien surtout connu pour ses apports en rhéologie et en cristallographie. L'effet Weissenberg est nommé en son honneur, tout comme le nombre de Weissenberg (en) et le prix Weissenberg, remis par la Société européenne de rhéologie.
Il a inventé un montage goniométrique (chambre de Weissenberg, 1924) très utilisé en radiocristallographie, ainsi qu'un type de rhéomètre. Il a remporté le prix Duddell (en) remis par l’Institute of Physics en 1946.

## Biographie
Karl Weissenberg naît le 11 juin 1893 à Vienne. Il étudie principalement les mathématiques aux universités de Vienne, Berlin et Iéna. Il publie des travaux sur les groupes de symétrie, les tenseurs et l'algèbre matricielle, puis se penche sur la cristallographie, la rhéologie et les sciences médicales.